# Mycosphaerella yunnanensis
Mycosphaerella yunnanensis är en svampart som beskrevs av Barber, Dell & T.I. Burgess 2007. Mycosphaerella yunnanensis ingår i släktet Mycosphaerella och familjen Mycosphaerellaceae.   Inga underarter finns listade i Catalogue of Life.